# Drum Workshop
Drum Workshop (también conocida como DW Drums o DW) es una empresa estadounidense especializada en el diseño y fabricación de instrumentos de percusión, fundada en 1972 por Don Lombardi. Su sede está en Oxnard, California. 

## Historia
En 1972, Drum Workshop fue fundada por Don Lombardi, en Santa Mónica. Originalmente fue un centro de enseñanza, enfocado a clases privadas y talleres. No obstante, Lombardi, junto a un alumno, John Good (actual vicepresidente ejecutivo), decidió abrir una pequeña tienda de instrumentos de percusión para cubrir los costes. Archivado el 10 de febrero de 2012 en Wayback Machine.
Pronto DW crearía su primer producto: un sillín adaptable a la altura del baterista, ideado por el propio Lombardi. El éxito de este producto fue muy grande y permitió la adquisición del productor de baterías Camco. Mediante esta compra, Drum Workshop recibió todo el inventario y capital físico de la empresa. Hoy en día aún se puede apreciar la influencia de esta marca, en las orejetas redondas que sigue produciendo DW. El próximo producto diseñado por la empresa californiana sería el pedal 5000 series, una copia de los antiguos pedales Camco con el sello de la marca DW. Pronto seguirían los doble pedales y soportes para platillos, especialmente el hi-hat. Tras esta expansión y crecimiento económico, el primer artista totalmente patrocinado por Drum Workshop sería Tommy Lee, del grupo Mötley Crüe.  

## Expansión, adquisiciones y nuevos métodos
DW agrandó su fábrica en Oxnard, California y en el año 2000 creó una segunda marca, Pacific Drums and Percussion. Esta filial de Drum Workshop produce en California empleando más tecnología mecanizada. De este modo se abaratan los costes, ofreciendo productos cuyo precio es menor que los de la marca hermana.
Drum Workshop es la primera compañía que selecciona la madera que formará la batería atendiendo al timbre interior de cada componente. Es decir, la madera es mezclada con otras del mismo o similar tono. Esta clasificación viene marcada con un sello localizado en la parte interior de cada tambor. DW produce sets de batería preestablecidos o personalizados, bajo petición del cliente. 
Durante un corto período DW abrió una fábrica en Ensenada, México, para producir en ella productos para su segunda marca (Pacific Drums and Percussion). Al mismo tiempo la compañía americana comenzó a producir en Ensenada baquetas, llamadas "3". Estas baquetas no se vendían en parejas, como es normal, sino en grupos de tres. Tras cerrar la división mexicana DW decidió abandonar la producción de baquetas.  
En 2015, Drum Workshop Inc llevó a cabo la adquisición y licenciación de varias empresas americanas de instrumentos musicales: Gretsch Drums, Ovation Guitars, Latin Percussion, Toca Percussion, Gibraltar Hardware y KAT Technologies.

## Artistas Patrocinados

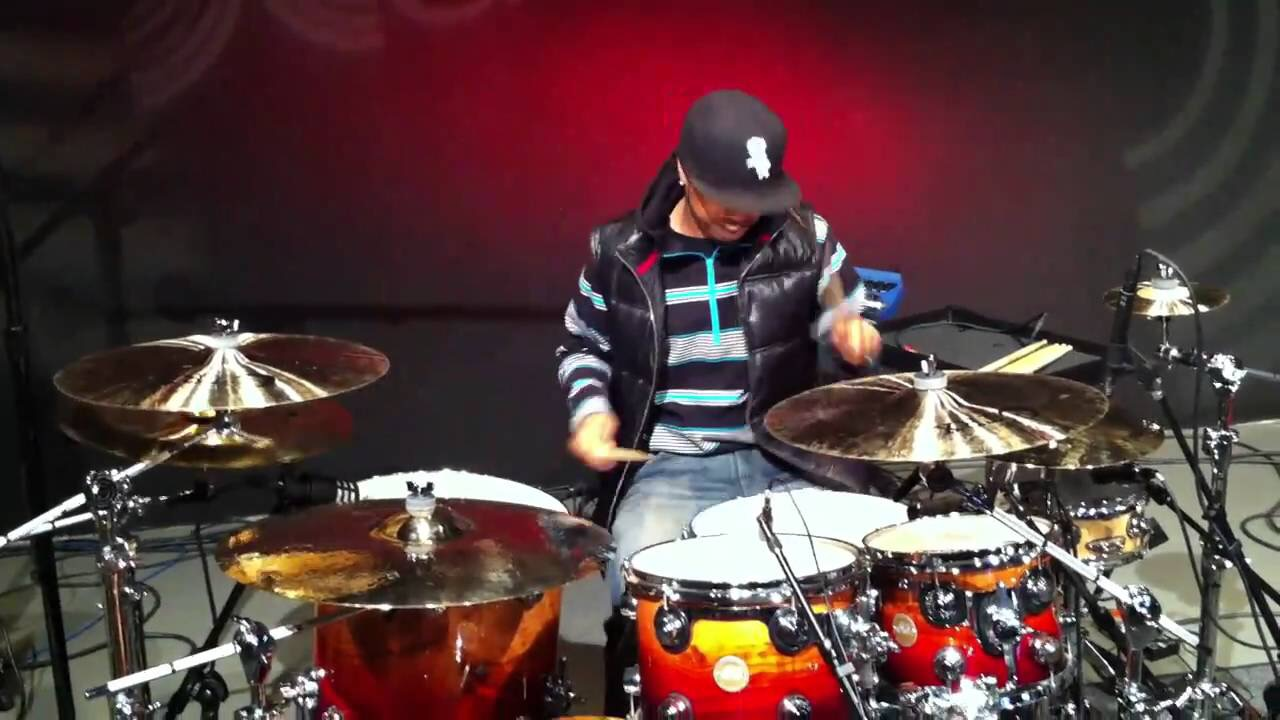
Tony Royster, Jr.

Los artistas más conocidos son patrocinados por Drum Workshop son: Aaron Spears (Usher), Brendan Buckley (Shakira), Brooks Wackerman (Avenged Sevenfold), Chad Smith (Red Hot Chili Peppers), Chester Thompson (Phil Collins), Chris Hayden (Florence & The Machine), Chris Slade (AC/DC), Christian Coma (Black Veil Brides), Cobus Potgieter,  Daniel Adair (Nickelback), Darryl Howell (Nicki Minaj), David Palmer (Rod Stewart), Derrick Wright (Adele), Eddie Fisher (One Republic), Eric Hernández (Bruno Mars), Frank Ferrer (Guns N Roses), Frank Zummo (Sum 41), Gil Sharone (Marilyn Manson), Gregg Bissonete (Ringo Starr), Jay Weinberg (Slipknot), Joey Kramer (Aerosmith), Karl Brazil (Robbie Williams).  
Otros artistas que emplean productos DW son: Matt Billingslea (Taylor Swift), Michael Reid (Rihanna), Mick Fleetwood (Fleetwood Mac), Nick Mason (Pink Floyd), Nicko McBrain (Iron Maiden), Nigel Olsson (Elton John), Ray Luzier (Korn), Roger Taylor (Queen), Scott Travis (Judas Priest), Shannon Letto (30 Seconds to Mars), Taylor Hawkins (Foo Fighters), Tony Royster Jr (Jay-Z), Travis Barker (Blink 182), y Zac Starkey (The Who). 